# Турако-книсна
Турако-книсна (Tauraco corythaix) — вид птахів родини туракових (Musophagidae).

## Поширення
Вид поширений в Південній Африці. Трапляється на півдні і сході ПАР та в Есватіні. Мешкає у гірських лісах, рідше у фінбоші.

## Опис
Птах середнього розміру, завдовжки 40-42 см. Вага — 280—380 г. Голова, спина, груди зеленого кольору. Крила та хвіст металево-синюватого забарвлення. Внутрішня частина крил — червоного кольору, її можна побачити лише у польоті. На голові є еректильний напівкруглий зелений гребінь з білим окантуванням, що відрізняє його від решти турако. Навколо очей є червоне кільце, яке обведене двома білими лініями. Дзьоб короткий, але міцний, гачкуватий, червоного кольору.

## Спосіб життя
Живе неподалік води і там, де ростуть високі дерева. Трапляється парами або невеликими групами до 30 птахів. Проводить більшу частину свого часу серед гілок дерев, хоча може регулярно спускатися на землю, щоб попити. Живиться плодами, квітами, насінням, рідше комахами. Репродуктивний сезон починається з початком сезону дощів. Гніздо будує серед гілок високого дерева. У кладці 2-3 яйця. Інкубація триває близько 20 днів. Молодняк народжується вкритий коричневим пухом та з відкритими очима. Вони вчаться літати у 5-тижневому віці.

## Підвиди
- T. c. phoebus (Neumann, 1907)
- T. c. corythaix (Wagler, 1827)